# Johan Kappelhof
Johan Kappelhof (Amsterdam, 5 augustus 1990) is een Nederlands voetballer die doorgaans als verdediger speelt.

## Clubcarrière

### Ajax
Als zesjarige begon Kappelhof bij FC Amstelland. In 1999 werd hij door Ajax gescout. Hij doorliep bij Ajax de C1 ,B1, A2 en de A1. Hierna speelde hij voor de beloften van Ajax, waarvoor hij 23 wedstrijden speelde zonder te scoren. Op 8 augustus 2010 zat Kappelhof eenmalig op bank bij het eerste van Ajax tijdens de uitwedstrijd in de Eredivisie tegen FC Groningen.

### FC Groningen
In het seizoen 2011/12 werd Kappelhof door FC Groningen transfervrij overgenomen van Ajax. Hij maakte zijn debuut op 20 augustus 2011 in de uitwedstrijd tegen NAC Breda. Kappelhof was aanvankelijk niet opgenomen in de wedstrijdselectie en zat dus ook niet in de spelersbus naar Breda. Doordat Tom Hiariej bij aankomst ziek was, kon Kappelhof alsnog in actie komen. In de daarop volgende wedstrijden wist Kappelhof ook vaker in actie te komen door de afwezigheid van Tom Hiariej en begon hij vaak in de basisopstelling. In het seizoen 2012/13 kreeg Kappelhof een basisplaats en werd hij opgesteld als rechtsback of centrale verdediger. In 2014/15 won Kappelhof met FC Groningen de KNVB Beker.

### Chicago Fire
In 2016 ging Kappelhof in de MLS voor Chicago Fire spelen. In zijn eerste seizoen haalde hij met de club de play-offs. Hij werd verkozen in het MLS All-Star team 2017. In het seizoen 2016/17 was hij de best betaalde Nederlander in de Amerikaanse competitie. Eind 2018 liep zijn contract af en in januari 2019 verbond hij zich opnieuw aan de club. Op 8 november 2021 liep zijn contract af.

### Real Salt Lake en Safa SC
In februari 2022 verbond hij zich aan Real Salt Lake dat eveneens uitkomt in de MLS. De club lichtte de optie op nog een seizoen in oktober 2022 niet. 
Medio 2023 ging hij in Libanon voor Safa SC spelen. Hij speelde 20 wedstrijden en verliet de club na het seizoen 2023/24.
Erelijst met FC Groningen
| Nationaal          |    |         |
| Winnaar KNVB beker | 1x | 2014/15 |

## Interlandcarrière
Kappelhof is meerdere keren opgenomen in de selectie van Jong Oranje onder leiding van Cor Pot.

## Clubstatistieken
| Seizoen   | Club           | Competitie               | Duels | Goals |
| --------- | -------------- | ------------------------ | ----- | ----- |
| 2010/2011 | AFC Ajax       | Eredivisie               | 0     | 0     |
| 2011/2012 | FC Groningen   | Eredivisie               | 23    | 0     |
| 2012/2013 | FC Groningen   | Eredivisie               | 21    | 0     |
| 2013/2014 | FC Groningen   | Eredivisie               | 36    | 2     |
| 2014/2015 | FC Groningen   | Eredivisie               | 29    | 0     |
| 2015/2016 | FC Groningen   | Eredivisie               | 18    | 1     |
| 2016      | Chicago Fire   | MLS                      | 33    | 0     |
| 2017      | Chicago Fire   | MLS                      | 33    | 0     |
| 2018      | Chicago Fire   | MLS                      | 29    | 0     |
| 2019      | Chicago Fire   | MLS                      | 29    | 0     |
| 2020      | Chicago Fire   | MLS                      | 4     | 0     |
| 2021      | Chicago Fire   | MLS                      | 19    | 0     |
| 2022      | Real Salt Lake | MLS                      | 6     | 1     |
| 2023/2024 | Safa SC        | Premier League (Libanon) | 20    | 0     |
| Totaal    | Totaal         | Totaal                   | 301   | 4     |